# Euchaetes pollenia
Euchaetes pollenia är en fjärilsart som beskrevs av Kirby 1892. Euchaetes pollenia ingår i släktet Euchaetes och familjen björnspinnare. Inga underarter finns listade i Catalogue of Life.